# Südafrikanische Cricket-Nationalmannschaft in Sri Lanka in der Saison 2018
Die Tour der südafrikanischen Cricket-Nationalmannschaft nach Sri Lanka in der Saison 2018 fand vom 12. Juli bis zum 14. August 2018 statt. Die internationale Cricket-Tour war Bestandteil der Internationalen Cricket-Saison 2018 und umfasste zwei Tests, fünf One-Day Internationals un ein Twenty20. Südafrika gewann die ODI-Serie 3–2, während Sri Lanka die Test- und T20I-Serien 2–0 und 1–0 gewann.

## Vorgeschichte
Sri Lanka spielte zuvor eine Tour in den West indies, für Südafrika ist es die erste Tour der Saison. Das letzte Aufeinandertreffen der beiden Mannschaften bei einer Tour fand in der Saison 2016/17 in Südafrika statt.

## Stadion
Das folgende Stadion wurde für die Tour ausgewählt.
| Stadion                                            | Stadt    | Kapazität | Spiele         |
| -------------------------------------------------- | -------- | --------- | -------------- |
| R. Premadasa Stadium (RPS)                         | Colombo  | 35.000    | 5. ODI; 1. T20 |
| Sinhalese Sports Club Ground (SSC)                 | Colombo  | 10.000    | 2. Test        |
| Rangiri Dambulla International Stadium             | Dambulla | 16.800    | 1. & 2. ODI    |
| Galle International Stadium                        | Galle    | 35.000    | 1. Test        |
| Muttiah Muralitharan International Cricket Stadium | Kandy    | 35.000    | 3. & 4. ODI    |

## Kaderlisten
Südafrika benannte seinen Test-Kader am 11. Juni und seinen ODI-Kader am 18. Juni 2018. und seinen T20I-Kader am 13. August 2018.
Sri Lanka benannte seinen Test-Kader am 5. Juli, seinen ODI-Kader am 24. Juli 2018. und seinen T20I-Kader am 8. August 2018.
| Test | Test | ODI | ODI | Twenty20 | Twenty20 |
| Sri Lanka | Südafrika | Sri Lanka | Südafrika | Sri Lanka | Südafrika |
| --- | --- | --- | --- | --- | --- |
| - Suranga Lakmal (K) - Dinesh Chandimal - Akila Dananjaya - Dhananjaya de Silva - Niroshan Dickwella - Danushka Gunathilaka - Rangana Herath - Dimuth Karunaratne - Lahiru Kumara - Angelo Mathews - Kusal Mendis - Dilruwan Perera - Kusal Perera - Kasun Rajitha - Lakshan Sandakan - Roshen Silva | - Faf du Plessis (K) - Hashim Amla - Temba Bavuma - Theunis de Bruyn - Quinton de Kock - Dean Elgar - Heinrich Klaasen - Keshav Maharaj - Aiden Markram - Lungisani Ngidi - Vernon Philander - Kagiso Rabada - Tabraiz Shamsi - Dale Steyn - Shaun von Berg | - Angelo Mathews (K) - Akila Dananjaya - Dhananjaya de Silva - Niroshan Dickwella - Prabath Jayasuriya - Shehan Jayasuriya - Lahiru Kumara - Suranga Lakmal - Kusal Mendis - Kusal Perera - Thisara Perera - Kasun Rajitha - Lakshan Sandakan - Dasun Shanaka - Upul Tharanga | - Faf du Plessis (K) - Hashim Amla - Junior Dala - Quinton de Kock - JP Duminy - Reeza Hendricks - Heinrich Klaasen - Keshav Maharaj - Aiden Markram - David Miller - Wiaan Mulder - Lungi Ngidi - Andile Phehlukwayo - Kagiso Rabada - Tabraiz Shamsi | - Angelo Mathews (K) - Dinesh Chandimal - Akila Dananjaya - Dhananjaya de Silva - Binura Fernando - Shehan Jayasuriya - Lahiru Kumara - Shehan Madushanka - Kusal Mendis - Kusal Perera (wk) - Thisara Perera - Lakshan Sandakan - Dasun Shanaka - Upul Tharanga - Jeffrey Vandersay | - JP Duminy (K) - Hashim Amla - Junior Dala - Quinton de Kock - Reeza Hendricks - Heinrich Klaasen - Keshav Maharaj - Aiden Markram - David Miller - Willem Mulder - Lungi Ngidi - Andile Phehlukwayo - Kagiso Rabada - Tabraiz Shamsi |

## Tests

### Erster Test in Galle
| 12. – 14. Juli Scorecard | Galle | Sri Lanka 287 (78.4) & 190 (57.4) | – | Südafrika 126 (54.3) & 73 (28.5) |
|                          |       | Sri Lanka gewinnt mit 278 Runs    |   |                                  |

### Zweiter Test in Colombo
| 20. – 24. Juli Scorecard | Colombo (SSC) | Sri Lanka 338 (104.1) & 275-5d (81) | – | Südafrika 124 (34.5) & 290 (86.5) |
|                          |               | Sri Lanka gewinnt mit 199 Runs      |   |                                   |

## One-Day Internationals

### Erstes ODI in Dambulla
| 29. Juli Scorecard | Dambulla | Sri Lanka 193 (34.3)            | – | Südafrika 196-5 (31) |
|                    |          | Südafrika gewinnt mit 5 Wickets |   |                      |

### Zweites ODI in Dambulla
| 1. August Scorecard | Dambulla | Sri Lanka 244-8 (50)            | – | Südafrika 246-6 (42.5) |
|                     |          | Südafrika gewinnt mit 4 Wickets |   |                        |

### Drittes ODI in Kandy
| 5. August Scorecard | Kandy | Südafrika 363-7 (50)          | – | Sri Lanka 285 (45.2) |
|                     |       | Südafrika gewinnt mit 78 Runs |   |                      |

### Viertes ODI in Kandy
| 8. August Scorecard | Kandy | Sri Lanka 306-7 (39/39)                   | – | Südafrika 187-9 (21/21) |
|                     |       | Sri Lanka gewinnt mit 3 Runs (D/L method) |   |                         |

### Fünftes ODI in Colombo
| 12. August Scorecard | Colombo (RPS) | Sri Lanka 299-8 (50)           | – | Südafrika 121 (24.4) |
|                      |               | Sri Lanka gewinnt mit 178 Runs |   |                      |

## Twenty20

### Twenty20 in Colombo
| 14. August Scorecard | Colombo (RPS) | Südafrika 98 (16.4)             | – | Sri Lanka 99-7 (16) |
|                      |               | Sri Lanka gewinnt mit 3 Wickets |   |                     |